# Banija (Karlovac)
Banija je karlovačko naselje na lijevoj obali Kupe i gradska četvrt koja je do 22. prosinca 1902. bila samostalna upravna općina hrvatsko-slavonske Zagrebačke županije u sastavu Karlovačkoga kotara. Današnja Banija kao naselje grada Karlovca ima poduzetničku zonu Banija – Ilovac III, osnovnu školu, dječji vrtić, ljekarnu, benzinsku postaju i praonicu, te Taekwondo klub 'Banija'. Prema podatcima Turističke zajednice Karlovačke županije, Banija se kao naselje spominje već u 14. stoljeću, iako neki dokumenti, koji su preživjeli bremenitu povijest, spominju 1697. godine ovo naselje po prvi puta. Nekoć je naselje imalo vlastitu željezničku postaju; danas su i najudaljeniji dijelovi naselja udaljeni od željezničke postaje do 1 km. Svakoga 23. lipnja stanovnici susjedne Gaze (Gažani) i stanovnici Banije natječu se u gradnji ivanjskih krjesova i vatrometu, svaki na svojoj obali Kupe. Banija je tako nazvana jer je uvijek bila pod banskom vlašću. Stanovnici su Banijanci, a stanovnice Banijanke.

## Gradska četvrt Banija
U gradskoj četvrti ovoga naselja živi 3818 stanovnika i 3463 birača. Sjedište gradske četvrti je u Ulici Dr. Ante Starčevića br. 20 a predsjednik gradske četvrti je Damir Tuškan.

## Upravna općina Banija
Upravna općina Banija bila je načinjena od nekoliko poreznih općina. Na Baniji su u razdoblju od 1880. do 1910. bile 422 kuće, s prosječno 8 stanovnika u jednoj kući. Odlukom Gradskoga magistrata (22. prosinca 1902.) gradu Karlovcu su pridružene općine Banija i Švarča, te stvarno pripojene tijekom 1903. godine. Ujedinjenjem općina Banija i Švarča i njihovih zaselaka s općinom Karlovac, prevelik je teret pao na Karlovac da bi bio u stanju voditi potrebnu brigu o svim pridruženim općinama i njihovim specifičnim problemima. Banija i Rakovac, pogotovo nakon sjedinjenja s Karlovcem, dobivaju urbani karakter. Po stanju 31. svibnja 1895. Banija je kao središte upravne obćine imala 88 kuća i 1.078 žitelja. Cjelokupna općina imala je 1880. 2.887 žitelja, 1890. – 3.191, a 1900. 3.595 žitelja.
| Nacionalni sastav karlovačke općine Banija u 1910. godini | Hrvata | Madžara | Slovenaca | Čeha | Slovaka | Nijemaca |
| --------------------------------------------------------- | ------ | ------- | --------- | ---- | ------- | -------- |
| –                                                         | 3.211  | 94      | 152       | 15   | 1       | 77       |

### Industrijska četvrt
Poslije Prvog svjetskog rata, Karlovac se počinje industrijski razvijati, Banija tada dobiva ulogu industrijske četvrti. Od gospodarskih subjekata postojala je »Zagorka«, tvornica cementnoga crijepa.

## Osnovna škola
Godine 1858. imala je općina Banija lijepi prihod od vinotočja i župnik Ivan Mašek ishodi, da je općina Banija odredila za gradnju nove škole 6666 forinti. Gradnja škole započela je odmah i bila dovršena 1859. Otvorena je đacima u jesen iste godine, a prvim učiteljem bio je Aleksander Ribarić.  To je bila prva osnovna škola izgrađena u današnjem naselju, a najstariji dokumenti o njezinu radu potječu iz 1894. Današnja Osnovna škola Banija u Karlovcu nalazi se na lijevoj obali Kupe, gotovo u središtu grada. Na sjevernoj strani je maleni voćnjak koji je sađen 1993. godine. Nova škola je izgrađena 1961. godine zajedno sa športskom dvoranom. U sklopu škole su i područne škole Donje Mekušje i Hrnetić koje spadaju u spomenike kulture.

## Društva
- Obrtna velika zadruga u obćini Baniji, od 1876.[17]
- Vojno veteransko društvo na Baniji, od 1900.[17]
- Kuglaški športski klub Banija, od 1935.[17]

## Poznate osobe
- Franjo Poljak, političar, je iz karlovačke Banije komunicirao s Františekom Hlaváčekom,[18] češkim novinarom i političarem te glavnim tajnikom Češke narodne demokracije.[18]

## Vanjske poveznice
- Karlovac danas – portal s vijestima iz grada Karlovca i županije  Arhivirana inačica izvorne stranice od 8. lipnja 2009. (Wayback Machine)  – odjeljak posvećen gradskoj četvrti Banija
- Rkt. župa Sveta tri kralja na Baniji u Karlovcu  Arhivirana inačica izvorne stranice od 14. ožujka 2021. (Wayback Machine)
- Osnovna škola 'Banija' u Karlovcu
- Taekwondo klub 'Banija' u Karlovcu
- 40. obljetnica osnutka župe Karlovac-Banija, 250. obljetnica izgradnje crkve sv. Tri Kralja i 10. obljetnica kapele sv. Antuna Padovanskog, te svečanoga otvorenja pastoralnoga centra na Baniji